# Giro del Friuli 1978
Il Giro del Friuli 1978, quinta edizione della corsa, si svolse il 20 settembre 1978 su un percorso di 228 km, con partenza da Udine e arrivo a Pordenone. La vittoria fu appannaggio del belga Roger De Vlaeminck, che completò il percorso in 6h20'00", alla media di 36 km/h, precedendo gli italiani Giuseppe Saronni e Valerio Lualdi.

## Ordine d'arrivo (Top 10)
| Pos. | Corridore                | Squadra                         | Tempo    |
| ---- | ------------------------ | ------------------------------- | -------- |
| 1    | Roger De Vlaeminck       | Sanson                          | 6h20'00" |
| 2    | Giuseppe Saronni         | Scic Colnago                    | s.t.     |
| 3    | Valerio Lualdi           | Bianchi-Faema                   | s.t.     |
| 4    | Gianbattista Baronchelli | Scic Colnago                    | s.t.     |
| 5    | Claudio Bortolotto       | Sanson                          | s.t.     |
| 6    | Alfio Vandi              | Magniflex-Torpado               | s.t.     |
| 7    | Bernt Johansson          | Fiorella Mocassini-Citroën      | s.t.     |
| 8    | Roberto Ceruti           | Mecap-Selle Italia              | s.t.     |
| 9    | Stefano D'Arcangelo      | Intercontinentale Assicurazioni | s.t.     |
| 10   | Mario Beccia             | Sanson                          | s.t.     |